# Shout It Out Loud
Shuot It Out Loud è un singolo della band hard rock statunitense Kiss, pubblicato il 1º marzo 1976. Settima traccia dell'album Destroyer, è spesso eseguita nei concerti degli anni 1970 e in quelli dopo la riunione della formazione originale, avvenuta nel 1996.
La canzone è stata scritta e cantata dal cantante e chitarrista ritmico Paul Stanley e dal cantante e bassista Gene Simmons.
Il testo del brano consiglia di non essere mai depressi e di divertirsi e festeggiare con gli amici a ritmo di Rock N' Roll, senza curarsi di quello che dicono gli adulti. In effetti, questo testo può essere visto soprattutto da una prospettiva adolescente.
La canzone fa parte del videogame Guitar Hero 5.

## Tracce
- Lato A: Shout It Out Loud
- Lato B: Sweet Pain

## Formazione
- Paul Stanley - chitarra ritmica voce
- Gene Simmons - basso cori
- Ace Frehley - chitarra solista cori
- Peter Criss - batteria cori